# Epidendrum doroteae
Epidendrum doroteae är en orkidéart som beskrevs av Paul Hamilton Allen. Epidendrum doroteae ingår i släktet Epidendrum och familjen orkidéer.
Artens utbredningsområde är Honduras. Inga underarter finns listade i Catalogue of Life.